# Eduardo Spohr
Eduardo Spohr (Rio de Janeiro, 5 de junho de 1976) é um jornalista, escritor, professor, blogueiro e podcaster brasileiro. Autor de A Batalha do Apocalipse e das trilogias Filhos do Éden e Santo Guerreiro, participa do podcast Nerdcast, do site Jovem Nerd.

## Biografia
Eduardo Spohr nasceu no Rio de Janeiro, em 5 de junho de 1976, filho de um piloto de aviões e de uma comissária de bordo. É também irmão do figurinista Thiago "Rex" La'Marca. 
O autor teve chance de viajar para vários países ainda na infância, quando já produzia escritos literários. Embora não tenha religião, seu contato com diversas culturas e a iminência de conflitos na Guerra Fria, durante sua juventude, o motivaram a escrever sobre o fim do mundo e religião em seu livro A Batalha do Apocalipse, situando a trama em várias civilizações.
Antes de trabalhar nessa obra, estudou Comunicação Social, formando-se pela Pontifícia Universidade Católica do Rio de Janeiro (PUC-RJ) em 2001 e dedicando-se primeiramente à Publicidade, porém voltando mais tarde a sua preferência para a profissão de jornalista. Trabalhou os primeiros anos da década de 2000 como repórter do Cadê Notícias, StarMedia e iG, como analista de conteúdo do portal iBest e depois editor do portal Click21.
Já como colaborador do blog Jovem Nerd ao participar do podcast Nerdcast, publicou seu livro na Nerdstore, loja virtual da página, pelo selo NerdBooks, por meio da qual vendeu mais de quatro mil exemplares, ainda sem amparo de editoras. Em junho de 2010, o Grupo Editorial Record publicou A Batalha do Apocalipse pelo selo Verus, vendendo, até dezembro do mesmo ano, 50 mil cópias. Logo em seguida, em 2011, lançou o primeiro livro da série Filhos do Éden, intitulado Filhos do Éden: Herdeiros de Atlântida e final, Filhos do Éden: Anjos da Morte em 2013, e por fim publicou  Filhos do Éden: Paraíso Perdido em 2015. Em 2016, lançou Filhos do Éden: Universo Expandido, uma enciclopédia e guia de RPG de mesa, escrito pelo próprio romancista e ilustrado por Andrés Ramos. Spohr disponibilizou em seu site pessoal o livro em pdf Filhos do Éden - Suplemento de RPG, adaptação compatível com o sistema Dungeons & Dragons 5.0.
Em 2020, iniciou a trilogia Santo Guerreiro, com o primeiro livro da trama, intitulado "Roma Invicta".
Eduardo é considerado pelo romancista de renome mundial, Paulo Coelho, uma das estrelas desta geração de escritores ainda desconhecidos pela crítica especializada.  

## Influências
A lista de obras de ficção de diversas mídias que influenciaram Eduardo Spohr  vai de filmes como Highlander e Matrix a animações japonesas como Saint Seiya. Quanto aos escritores, a lista engloba Robert E. Howard, J.R.R. Tolkien, Neil Gaiman, Alan Moore, Frank Miller, Garth Ennis, Stephen King e H.P. Lovecraft.

## Publicações
- 2010 - A Batalha do Apocalipse, Editora Verus
- 2011 - Filhos do Éden: Herdeiros de Atlântida, Editora Verus
- 2011 - Protocolo Bluehand: Alienígenas, NerdBooks
- 2013 - Filhos do Éden: Anjos da Morte, Editora Verus
- 2015 - Filhos do Éden: Paraíso Perdido, Editora Verus
- 2016 - Filhos do Éden: Universo Expandido, Editora Verus
- 2020 - Santo Guerreiro: Roma Invicta, Editora Verus
- 2022 - Santo Guerreiro: Ventos do Norte, Editora Verus
- 2025 - Santo Guerreiro: Império do Leste, Editora Verus